# Meizu MX5
Meizu MX5 — смартфон китайської компанії Meizu, працює на базі ОС Android. Випущений у червні 2015 року в Китаї. Телефон має 8-ми ядерний процесор Mediatek з частотою 2.2 GHz, 3 GB RAM та ОС Android 5.0 (Lollipop) із оболонкою Meizu's Flyme 4.5 UI. Об’єм флешпам’яті — 16GB, 32GB і 64GB. Телефон підтримує 2 сім-картки наноформату. Одна карточка (на вибір) може працювати в режимі 4G, інша — тільки в 2G.

## Доступність в Україні
Станом на 13 грудня 2015 року, телефон із 16Gb продався в City.com за 7 222 гривень (32Gb 8 599 грн), хоча ще 28 жовтня, модель із 16Gb продавалася в Цитрусі за 8 299 гривень, а 32Gb за 9 299 грн. На телефон надається 3 місяці гарантії (у Цитрусі — 1 рік). Інтерфейс доступний українською мовою. В інших магазинах (інші умови) можна купити дешевше, так в сіті.ком.юа за 7 333 грн з гарантією на 6 місяців (станом на 15 листопада 2015 року)

## Відеокамери

### Основна
Основна відеокамера може знімати 4к відео. Доступний режим сповільненої зйомки 720р із швидкістю 100 кадрів за секунду. Цифровий зум: 4-х кратне збільшення. Камера має 6 лінз.
Автофокус спрацьовує дуже швидко — за 0.2 секунди. Для автофокусу використовується лазерний далекомір. Спалах двокольоровий.
Передня 5-ти мегапіксельна камера з використовує технології FotoNation 2.0 і Face АЕ.

## mCharge
Швидкісна технологія зарядки mCharge дозволяє за 10 хвилин зарядити телефон на 25%, а за 40 хвилин на 60%. Зарядний пристрій mCharge не входить до стандартної поставки і продається окремо.

## mTouch 2.0
У телефоні реалізована 2-га версія датчика відбитків пальців. Датчик спрацьовує за 0,48 с. Кнопка витримує до 300 000 натискань. У пам’яті зберігається до 5 відбитків.